# Tony Genaro
Tony Genaro (Gallup, 15 ottobre 1942 – Hollywood, 7 maggio 2014) è stato un attore statunitense.

## Biografia
Caratterista statunitense, è divenuto celebre principalmente per il ruolo di Miguel nel film Tremors e nel suo sequel Tremors 3 - Ritorno a Perfection.
Da giovane, fu coinvolto in bande di strada, successivamente, mentendo sulla sua età, si arruolò nell'esercito a 14 anni. 
Dopo aver lasciato le armi, frequentò gli studi teatrali e si lancio in una florida carriera nel mondo dello spettacolo.

## Filmografia

### Cinema
- Provaci ancora mamma (Bunny O'Hare), regia di Gerd Oswald (1971)
- Wacky Taxi (1972)
- The Tempest, regia di Derek Jarman (1979)
- La Bamba, regia di Luis Valdez (1987)
- Milagro (The Milagro Beanfield War), regia di Robert Redford (1988)
- Manhunt: Search for the Night Stalker (1989)
- Tremors, regia di Ron Underwood (1990)
- We Need a Vacation (1990)
- Cop-a-Felliac (1990)
- Nei panni di una bionda (Switch), regia di Blake Edwards (1991)
- Ted & Venus (1991)
- Vita di Cristallo (1992)
- Just You, Just Me (1992)
- Due come Noi (1992)
- Analisi finale (Final Analysis), regia di Phil Joanou (1992)
- Equinox, regia di Alan Rudolph (1992)
- 4 fantasmi per un sogno (Heart and Souls), regia di Ron Underwood (1993)
- Return to Pulm Creek (1993)
- Storia di un fantasma (A Ghost Story), regia di David Lowery (1993)
- The Smink Brothers (1993)
- Ned Blessing: the Story of my Life and Times (1993)
- Sfida tra i ghiacci (On Deadly Ground), regia di Steven Seagal (1994)
- Ciao Julia, sono Kevin (Speechless), regia di Ron Underwood (1994)
- Lone Justice 2 [1994)
- Giovani streghe (The Craft), regia di Andrew Fleming (1996)
- Phenomenon, regia di Jon Turteltaub (1996)
- The Big Squeeze (1996)
- Scorpion Spring (1996)
- La maschera di Zorro (The Mask of Zorro), regia di Martin Campbell (1998)
- Il grande Joe (Mighty Joe Young), regia di Ron Underwood (1998)
- Price of Glory, regia di Carlos Àvila (2000)
- Auggie Rose (2000)
- A Family in Crisis: The Elian Gonzales Story (2000)
- My Father's Love (2001)
- Double Take (2001)
- Tremors 3 - Ritorno a Perfection (Tremors 3: Back to Perfection), regia di Brent Maddock (2001)
- Terapia d'urto (Anger Management), regia di Peter Segal (2003)
- Il Potere dei Sogni (2005)
- World Trade Center, regia di Oliver Stone (2006)
- Blue, regia di Anthony D'Souza (2009)
- Il solista (The Soloist), regia di Joe Wright (2009)

### Televisione
- Baywatch – serie TV, unepisodio (1990)
- E giustizia per tutti (Equal Justice) – serie TV, un episodio (1990)
- Cop Rock – serie TV, un episodio (1990)
- Walker Texas Ranger (Walker, Texas, Ranger) – serie TV, un episodio (1994)
- Nash Bridges – serie TV, un episodio (1997)
- Will & Grace – serie TV, un episodio (2000)
- CSI - Scena del crimine (CSI: Crime Scene Investigation) – serie TV, un episodio (2001)
- The Shield – serie TV, un episodio (2002)
- Beautiful – serie TV, un episodio (2004)
- CSI: Miami – serie TV, un episodio (2004)

## Doppiatori italiani
Nelle versioni in italiano delle opere in cui ha recitato, Tony Genaro è stato doppiato da:
- Carlo Alighiero in Tremors
- Mario Mastria in Equinox
- Tony Fuochi in Tremors 3 - Ritorno a Perfection
- Bruno Conti in Terapia d'urto
- Toni Orlandi in CSI - Scena del crimine
- Mauro Bosco in The Shield